# Tito Valverde
Tito Valverde, nome completo Fernando García Valverde (Avila, 26 aprile 1951), è un attore spagnolo.
Attore che si divide tra cinema e televisione, tra grande e piccolo schermo, ha partecipato complessivamente ad una sessantina di differenti produzioni, a partire dalla seconda metà degli anni settanta.

## Biografia
Tra i suoi ruoli principali, figurano, tra l'altro, quello di Pepe nella serie televisiva Pepa y Pepe (1995), quello di Manolo nella serie televisiva Todos los hombres sois iguales (1996-1998), quello del Commissario Gerardo Castilla nella serie televisiva El comisario (1999-2009; ruolo che gli ha valso vari premi e nomination), quello di Max nel film 15 años y un día (2013), quello di Enrique Vergel nella serie televisiva Senza identità (Sin identidad, 2014-2015), ecc.

### Vita privata
È il marito dell'attrice María Jesús Sirvent.

## Filmografia parziale

### Cinema
- Mi scappa la pipì papà (La guerra de papá), regia di Antonio Mercero (1977)
- El terrorista, regia di Víctor Barrera (1978)
- Buscando a Perico, regia di Antonio del Real (1982)
- Black Candles (Los ritos sexuales del diablo), regia di José Ramón Larraz (1982)
- Si las mujeres mandaran (o mandasen), regia di José María Palacio (1982)
- Il bosco animato (El bosque animado), regia di José Luis Cuerda (1987)
- Svegliati, che non è poco (Amanece, que no es poco), regia di José Luis Cuerda (1988)
- Squillace (Esquilache), regia di Joaquín Molina e Josefina Molina (1989)
- Lo más natural, regia di Josefina Molina (1991)
- Ali di farfalla (Alas de mariposa), regia di Juanma Bajo Ulloa (1991)
- Una estación de paso, regia di Gracia Querejeta (1992)
- Perché chiamarlo amore quando è solo sesso? (¿Por qué lo llaman amor cuando quieren decir sexo?), regia di Manuel Gómez Pereira (1993)
- Huidos, regia di Sancho Gracia (1993)
- Sombras en una batalla, regia di Mario Camus (1993)
- El aliento del diablo, regia di Paco Lucio (1993)
- Cómo ser infeliz y disfrutarlo, regia di Enrique Urbizu (1994)
- Todos los hombres sois iguales, regia di Manuel Gómez Pereira (1994)
- Amor propio, regia di Mario Camus (1994)
- El día nunca, por la tarde, regia di Julián Esteban (1994)
- La ley de la frontera, regia di Adolfo Aristarain (1995)
- Una piraña en el bidé, regia di Carlos Pastor e José Picazo (1996)
- El color de las nubes, regia di Mario Camus (1997)
- El grito en el cielo, regia di Dunia Ayaso e Félix Sabroso (1998)
- La grande vita (La gran vida), regia di Antonio Cuadri (2001)
- Reinas - Il matrimonio che mancava (Reinas), regia di Manuel Gómez Pereira (2005)
- 15 años y un día, regia di Gracia Querejeta (2013)
- Villaviciosa de al lado, regia di Nacho G. Velilla (2016)
- Santo calcio (Que baje Dios y lo vea), regia di Curro Velázquez (2017)
- Juanita, regia di Leticia Tonos (2018)
- Nonostante tutto (A pesar de todo), regia Gabriela Tagliavini (2019)
- Lettera a Franco (Mientras dure la guerra), regia di Alejandro Amenábar (2019)
- Espejo, Espejo, regia di Marc Crehuet (2022)
- El fantástico caso del Golem, regia di Juan González e Nando Martínez (2023)
- ¡Vaya vacaciones!, regia di Víctor García León (2023)
- Camino de la suerte, regia di Jorge Alonso (2023)
- Una hipster nella Spagna rurale (Un hípster en la España vacía), regia di Emilio Martínez Lázaro (2024)
- Amor en toda la cara, regia di Gerald B. Fillmore (2024)
- Cuerpo escombro, regia di Curro Velázquez (2024)

### Televisione
- Mala racha - film TV (1977)
- Ramón y Cajal - serie TV, 2 episodi (1982)
- El jardín de Venus - serie TV (1983)
- Tristeza de amor - serie TV, 3 episodi (1986)
- Turno de oficio - serie TV, 1 episodio (1987)
- Lorca, morte di un poeta - serie TV, 2 episodi (1987)
- El mundo de Juan Lobón - serie TV, 2 episodi (1987)
- La forja de un rebelde - serie TV, 1 episodio (1990)
- El obispo leproso - serie TV, 3 episodi (1990)
- Celia - serie TV, 6 episodi (1992)
- Para Elisa - serie TV, 4 episodi (1993)
- Colegio mayor - serie TV, 1 episodio (1994)
- El día que me quieras - serie TV, 1 episodio (1994)
- Pepa y Pepe - serie TV, 36 episodi (1995)
- La banda de Pérez - serie TV, 26 episodi (1996)
- Todos los hombres sois iguales - serie TV, 67 episodi (1996-1998)
- El comisario - serie TV, 185 episodi (1999-2009)
- Los Serrano - serie TV, 1 episodio (2008)
- Velvet - serie TV, 3 episodi (2013-2014)
- Víctor Ros - serie TV (2014)
- Senza identità (Sin identidad) - serie TV (2014-2015)
- Il Principe - Un amore impossibile (El Príncipe) - serie TV (2016)

## Premi e riconoscimenti (lista parziale)
- 1992: Premio dell'Unione degli Attori Spagnoli come miglior attore non protagonista per Alas de mariposa[3]
- 1994: Premio Goya come miglior attore non protagonista per Sombras en una batalla[3]
- 1996: Nomination ai Fotogrammi d'argento come miglior attore per Pepa y Pepe[3]
- 1996: Nomination ai Fotogrammi d'argento come miglior attore per Todos los hombres sois iguales[3]
- 1998: Premio dell'Unione degli Artisti Spagnoli come miglior attore televisivo per Todos los hombres sois iguales[3]
- 2000: Premio ATV per la miglior interpretazione maschile per El comisario[3]
- 2003: Nomination al TP d'oro come miglior attore per El comisario[3]
- 2014: Nomination al Premio Goya come miglior attore per 15 años y un día[3]
- 2014: Nomination al Premio CEC come miglior attore per 15 años y un día[3]

## Doppiatori italiani
- Adalberto Maria Merli in Velvet
- Stefano De Sando in Senza identità[5]
- Alessandro Rossi in Lettera a Franco